# Márcio Amoroso
Márcio Amoroso (Brasilia, 5 juli 1974) is een Braziliaans voormalig voetballer. 
De spits speelde het grootste deel van zijn voetbalcarrière in Italië. In het seizoen 1998/99 werd Amoroso namens Udinese met 22 doelpunten topscorer van de Italiaanse hoogste divisie, de Serie A. Amoroso speelde verder onder meer voor Flamengo, Parma en drie jaar voor het Duitse Borussia Dortmund, waarmee hij de Bundesliga won en in 2002 de UEFA Cup-finale van Feyenoord verloor. In 1994 werd Amoroso verkozen tot Braziliaans voetballer van het jaar.
Na Borussia Dortmund maakte hij omzwervingen langs Aris Saloniki, Corinthians en AC Milan, om ten slotte bij zijn jeugdclub Guarani zijn carrière in 2011 af te sluiten. Door vormverlies en blessures speelde hij echter bij geen van deze ploegen een noemenswaardig aantal wedstrijden.
Zijn oom José Amoroso Filho was ook een succesvol voetballer. 

## Erelijst
Verdy Kawasaki
- J.League Division 1: 1993

 Flamengo
- Campeonato Carioca: 1996
- Copa de Oro: 1996

 Parma
- Supercoppa Italiana: 1999

 Borussia Dortmund
- Bundesliga: 2001/02

 São Paulo
- CONMEBOL Libertadores: 2005
- FIFA Club World Championship: 2005

 Boca Raton
- American Premier Soccer League: 2016

 Brazilië
- CONMEBOL Copa América: 1999

Individueel
- Bola de Ouro: 1994
- Bola de Prata: 1994
- Campeonato Brasileiro Série A – Topscorer: 1994
- Serie A – Topscorer: 1998/99
- Bundesliga – Topscorer: 2001/02
- Toyota Award: 2005
- FIFA Club World Championship – Topscorer: 2005